# Toad in the hole
Le toad in the hole, littéralement « le crapaud dans le trou », est un plat anglais traditionnel, composé de saucisses cuites au four dans une pâte qui ressemble à celle du Yorkshire pudding ; il est habituellement servi avec des légumes, de la purée et de la sauce.
L'origine du nom toad in the hole est vague. On suggère généralement que la ressemblance du plat avec un crapaud passant sa petite tête hors d'un trou lui a donné son nom quelque peu inhabituel. Une recette de 1861, donnée par Charles Elme Francatelli, ne mentionne pas les saucisses mais plutôt des morceaux de n'importe quel type de viande, achetés moins chers le soir, quand la vente est terminée, ce qui pourrait être une définition des saucisses.
Toad in the hole est utilisé par certains aux États-Unis pour décrire un autre plat, composé d'un œuf de poule frit déposé dans un trou coupé dans une tranche de pain. Ce plat est originaire d'Angleterre, mais est plus communément appelé là-bas comme egg in the basket (« œuf dans le panier »). Cependant, il y a beaucoup de variantes du nom dans les deux pays et peut-être même ailleurs.